# 28742 Hannahsteele
28742 Hannahsteele è un asteroide della fascia principale. Scoperto nel 2000, presenta un'orbita caratterizzata da un semiasse maggiore pari a 2,3934787 UA e da un'eccentricità di 0,0872003, inclinata di 7,13055° rispetto all'eclittica.